# John Dixon Hunt

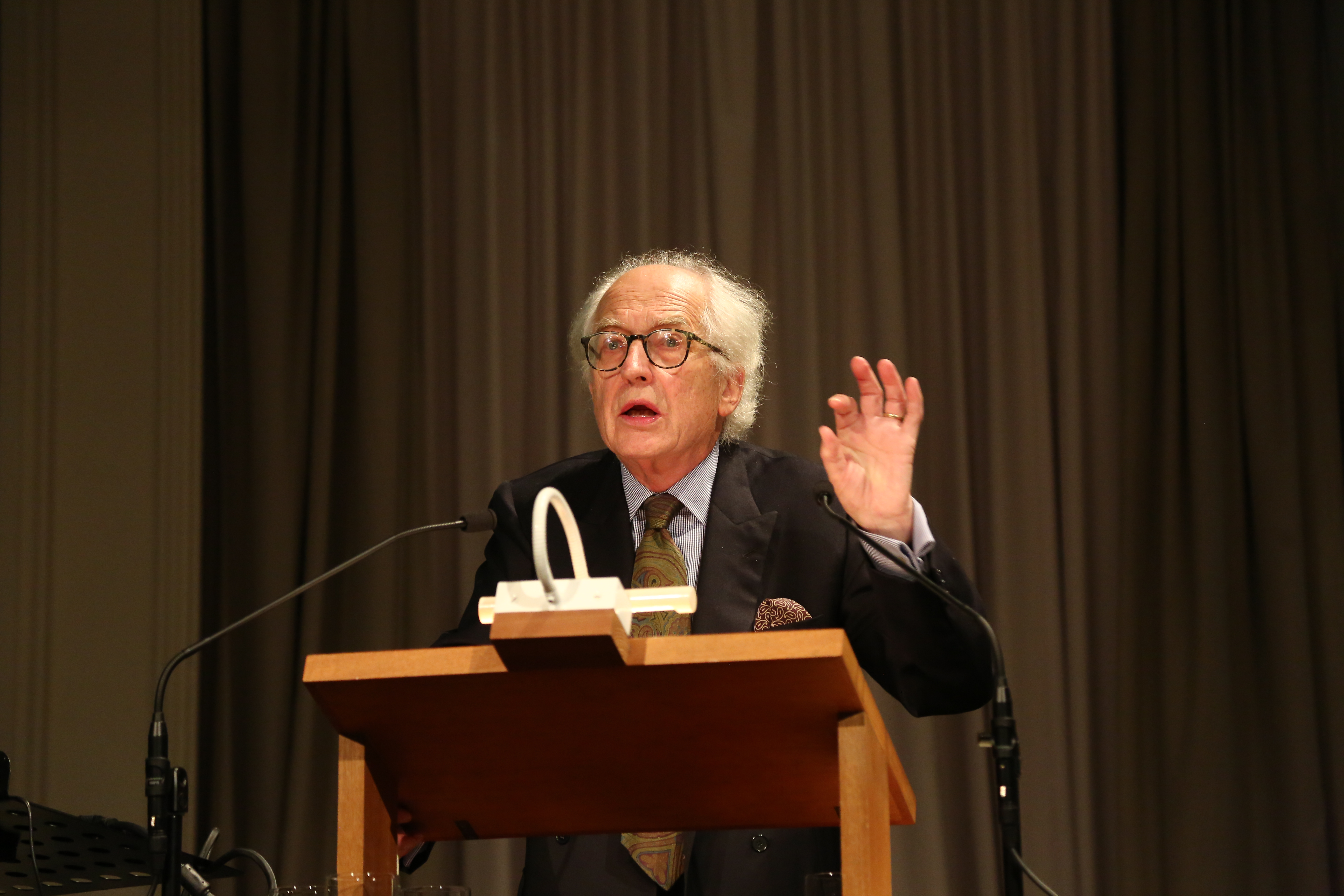
John Dixon Hunt, 2017

John Dixon Hunt (* 18. Januar 1936 in Gloucester) ist ein britischer Historiker, der auf die Geschichte der Landschaftsarchitektur und die Wahrnehmung von Landschaft durch die Zeit spezialisiert ist.

## Leben und Werk
Hunt studierte Geschichte und Englische Literatur am King’s College der University of Cambridge, wo er den BA und MA abschloss. Einen PhD in Literaturgeschichte erhielt er 1964 an der University of Bristol verliehen. Er veröffentlichte zunächst über Shakespeare und T. S. Eliot. Über die Beschäftigung mit dem 17. und 18. Jahrhundert kam er zur Rezeption von Gärten und Landschaft. 
1988 wurde er nach Dumbarton Oaks in Washington D.C. berufen, wo er die Abteilung für Garden and Landscapes leitete. Seit 1994 ist er Professor für Geschichte und Theorie der Landschaft an der University of Pennsylvania in Philadelphia. 2000 wurde er emeritiert.
Er verfasste eine Vielzahl an Büchern über Landschaft und Gärten.

## Ehrungen
- 2000 Aufnahme in den Ordre des Arts et des Lettres durch das französische Kulturministerium
- 2006 Ehrendoktor der Universität Bristol
- 2017 Friedrich-Ludwig-von-Sckell-Ehrenring der Bayerischen Akademie der Schönen Künste

## Werke (Auswahl)
- The Figure in the Landscape: Poetry, Painting, and Gardening during the Eighteenth Century, Baltimore and London:The Johns Hopkins University Press, 1976
- Garden and Grove: The Italian Renaissance Garden in the English Imagination 1600–1750, London and Melbourne:J.M. Dent & Sons Ltd, 1986
- William Kent, Landscape garden designer: An Assessment and Catalogue of his Designs, London:A. Zwemmer Ltd, 1987
- The Pastoral Landscape, Hanover, New Haven and London: National Gallery of Art, 1992.
- Gardens and the Picturesque: studies in the history of landscape architecture, Massachusetts:MIT Press, 1992.
- Greater Perfections: The Practice of Garden Theory, Philadelphia: University of Pennsylvania Press, 2000.
- The Picturesque Garden in Europe, London: Thames and Hudson, 2002.
- The Afterlife of Gardens, Philadelphia: University of Pennsylvania Press, 2004.
- Historical Ground: The role of history in contemporary landscape architecture, New York: Routledge, 2014.